# 曾庆炎
曾庆炎（1949年10月—），中华人民共和国政治人物，湖南澧县人。1969年5月参加工作，1970年9月加入中国共产党。中共第十六大代表，第九届全国人大代表。

## 生平
生于澧县官垸乡虾子垱村，历任中共澧县县委副书记；桃源县委副书记、县长、县委书记；新化县委书记；娄底地委委员、行署常务副专员、专员；湖南省科委副主任、主任；湖南省科技厅厅长、党组书记等职。2000年12月任中共永州市委书记，在其市委书记任上的2006年底至2007年初永州市零陵区发生了唐慧案，引发舆论大哗。2008年4月，改任湖南省人民政府科技顾问。